# Klon Centaur
Caractéristiques
Vidéo
La Klon Centaur est une pédale d'overdrive développée entre 1990 et 1994 par Bill Finnegan et des ingénieurs du MIT ,. La pédale est fabriquée par Bill Finnegan, à la main, de 1994 à 2009, puis rééditée en 2012 avec une fabrication industrielle. C'est l'une des premières pédales « boutique ». Elle est rapidement devenue très populaire parmi les guitaristes et a acquis un statut « mythique », se vendant très cher sur le marché de l'occasion. Plusieurs marques ont créé des copies, ou Klones, de la Klon Centaur.

## Description
La pédale a trois potentiomètres : gain, treble et output. Le potentiomètre de gain permet de régler la saturation, le potentiomètre treble permet d'ajuster la quantité d'aigus, et le potentiomètre output permet de choisir le volume final. Les guitaristes ont immédiatement apprécié les saturations légères et transparentes que cette pédale peut produire, ainsi que ses qualités quand elle est utilisée comme clean boost,. Enfin, elle possède aussi un buffer, qui permet de conserver des aigus.

## Histoire
En 1994, Bill Finnegan et des ingénieurs du MIT conçoivent la Klon Centaur. Vendue à 225$ (assez cher pour l'époque), c'est l'une des premières pédales « boutique ». Elle se fait connaître à travers un article dans le magazine Vintage Guitar en 1995 qui vante ses qualités par rapport aux autres pédales produites en masse. Rapidement, la pédale suscite un engouement dans la communauté guitaristique et ceux qui souhaitent se la procurer sont mis sur liste d'attente.
Approximativement 5 400 Klon Centaurs ont été assemblées entre 1994 et 2000 par Bill Finnegan. La Klon Centaur originale a existé en plusieurs versions, avec des différences uniquement d'ordre esthétique. Le boîtier pouvait être argenté (Klon silver), doré (Klon gold), avec ou sans une illustration représentant un centaure (horsie ou non horsie). La seule différence technique est apparue en 1994, avec l'ajout de deux résistances en sortie, modification qui n'altère pas le son de la pédale.

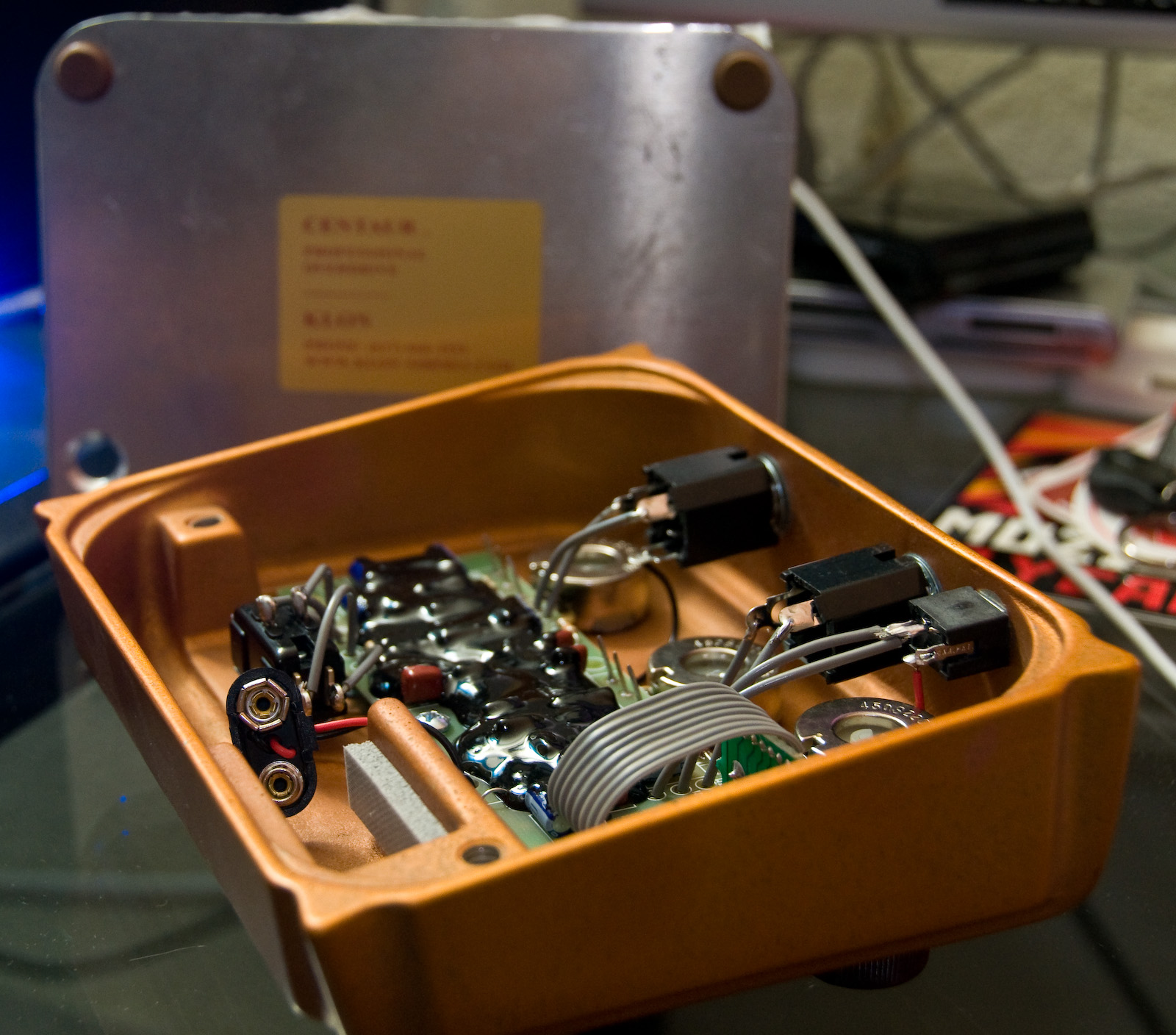
Intérieur d'une Klon Centaur originale : le circuit a été recouvert d'epoxy pour empêcher sa copie.

Le circuit de la Klon Centaur originale est recouvert d'epoxy afin d'empêcher la pédale d'être copiée. Cependant, le circuit a fini par être analysé et a été posté sur internet, permettant à d'autres constructeurs de cloner la Klon Centaur.
En 2012, Finnegan a ressorti cet effet sous un nom différent, la Klon KTR. Le circuit de la Klon KTR est le même que celui de la Klon Centaur originale, mais utilise des composants montés en surface dans le but de réduire la taille de la pédale, et de pouvoir automatiser la production. Cependant, les diodes utilisées sont les mêmes. En raison d'une mauvaise qualité de fabrication, Finnegan décide d'arrêter la production de Klon KTR. 
De nombreux constructeurs se sont fortement inspirés de la Klon Centaur pour proposer leur interprétation du circuit. Ces pédales ont vite été rebaptisées Klones, et sont aujourd'hui très nombreuses : Soul Food de chez Electro-Harmonix, Arc Effects Klone, Rockett Archer, Wampler Tummnus...
Aujourd'hui, une Klon Centaur originale peut se négocier à plus de 1 500 euros, et est considérée comme un objet de collection. « En quinze ans, le Klon Centaur est devenu aussi mythique que son homonyme [le centaure] ». La pédale est l'objet de très nombreuses discussions en particulier sur les forums spécialisés de guitaristes.

## Fonctionnement
Le circuit fonctionne autour de deux circuits intégrés TL072. Le circuit a des caractéristiques uniques, notamment le fait qu'il mélange le son clair, non transformé de la guitare, et le son saturé, généré par l'amplificateur opérationnel TL072 associé à des diodes germanium. Enfin, un circuit intégré MAX1044 permet de fournir différents voltages aux circuit. Le potentiomètre de gain est un potentiomètre double, qui va mixer son clair et son saturé - c'est là une des caractéristiques de la Klon Centaur qui la différencie des autres pédales d'overdrive.  

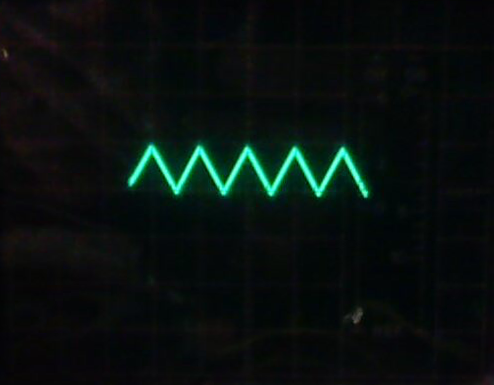
Signal d'entrée d'1 volt injecté dans la pédale avec un générateur audio
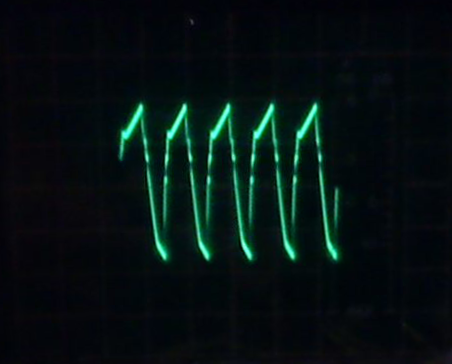
Le même signal en sortie de la Klon Centaur, à 3,5 volts.

## Utilisateurs
La Klon Centaur est notamment utilisée par Jeff Beck, John Mayer, Yannis Philippakis,  Stone Gossard, Mike McCready, Warren Haynes, Chris Walla...